# Ghiacciaio Chambers
Il Ghiacciaio Chambers (in lingua inglese: Chambers Glacier) è un ghiacciaio che fluisce in direzione est dal Monte Lechner e dal Kent Gap, alla giunzione tra la Lexington Table e la Saratoga Table, per andare a confluire nel Ghiacciaio Support Force; è situato nel Forrestal Range che fa parte dei Monti Pensacola, in Antartide. 
Il ghiacciaio è stato scoperto e fotografato il 13 gennaio 1956 nel corso di un volo transcontinentale nonstop dai membri dell'Operazione Deep Freeze I  della U.S. Navy in volo dal Canale McMurdo al Mar di Weddel e ritorno.
La denominazione è stata assegnata dall'Advisory Committee on Antarctic Names (US-ACAN) in onore del capitano Washington I. Chambers (1856-1931), della U.S. Navy, uno dei pionieri nello sviluppo delle catapulte per il decollo degli aerei dalle navi.